# Hampea micrantha
Hampea micrantha är en malvaväxtart som beskrevs av André Georges Marie Walter Albert Robyns. Hampea micrantha ingår i släktet Hampea och familjen malvaväxter. Inga underarter finns listade i Catalogue of Life.